# Amietia ruwenzorica
Amietia ruwenzorica és una espècie de granota de la família dels rànids. És originària de la Muntanya Ruwenzori, a l'est de la República Democràtica del Congo i al sud-oest d'Uganda, entre els 700 i els 2.500 metres d'altitud. És una espècie bastant comuna.
Viu al voltant i dins de rierols en selves de muntanya i de muntanya mitjana. Es reprodueix en aquests rierols durant l'estació seca i el capgròs està adaptat als corrents.